# Daniel Belli
Daniel Edmundo Belli (Lanús Este, Provincia de Buenos Aires; 24 de septiembre de 1976) es un piloto argentino de automovilismo y profesor de educación física. De amplia trayectoria a nivel nacional y continental, compitió en diferentes categorías, destacándose en la Fórmula 3 Sudamericana, Top Race (en sus dos etapas) y Turismo Competición 2000. Iniciado en el ambiente de los karts, debutó profesionalmente en el año 1995, al iniciarse en el Fórmula 3 Sudamericana, categoría en la que compitió hasta el año 1999. Tras su paso por esta divisional de monoplazas, en 1999 debutaría en las categorías de turismos al subirse a un Opel Vectra del Superturismo Sudamericano. Con esta misma unidad compitió en el Top Race, debutando en el año 2000 y llevándose su primer gran galardón en el año 2002 al conquistar el subcampeonato de esa temporada. En el año 2003 debutó en el Turismo Carretera desarrollando pocas competencias entre ese año y 2005. Tras su paso por estas categorías, en 2005 debutaría en la renovada Top Race V6 al comando de un Chevrolet Vectra II, mientras que en el año 2006 debutaría en la categoría TC 2000 al comando de un Honda Civic VII. Tras varios años compitiendo en esta categoría, en 2012 debuta en la divisional Súper TC 2000 al comando de un Chevrolet Cruze I, retirándose a mitad de la temporada 2015. Tras este retiro, en 2016 anunció su ingreso a la Abarth Punto Competizione, donde al comando de un Abarth Punto EVO, finalmente conquistó el título, siendo su primer título personal a nivel profesional.
Como dato extra, Belli desarrollaría la totalidad de su carrera deportiva compitiendo exclusivamente con su propio equipo familiar, denominado Lanús Motorsport, estructura cuya dirección se encuentra a cargo de su padre, Edmundo Belli, expiloto de Fórmula 2 y Fórmula 4 Argentina. A la par de sus actividades deportivas como corredor, también desarrolla actividades relacionadas con su carrera profesional, trabajando como preparador físico o como profesor de educación física en escuelas para niños especiales y asilos de ancianos.

## Trayectoria
| Año       | Categoría                                      | Automóvil           |
| --------- | ---------------------------------------------- | ------------------- |
| 1987-1993 | Piloto de karts                                | Karting             |
| 1994      | Campeonato Europeo de Karting                  | Karting             |
| 1995      | Debut en Fórmula 3 Sudamericana                | Ralt RT 34-Mugen    |
| 1996      | Fórmula 3 Sudamericana                         | Dallara 394-Mugen   |
| 1997      | Fórmula 3 Sudamericana                         | Dallara 394-Mugen   |
| 1997      | Fórmula 3 Sudamericana                         | Dallara 394-Opel    |
| 1998      | Fórmula 3 Sudamericana                         | Dallara 394-Opel    |
| 1999      | Fórmula 3 Sudamericana                         | Dallara 394-Opel    |
| 1999      | Debut en Superturismo Sudamericano             | Opel Vectra         |
| 2000      | Superturismo Sudamericano                      | Opel Vectra         |
| 2001      | Debut en Top Race                              | Opel Vectra         |
| 2002      | Subcampeón de Top Race                         | Opel Vectra         |
| 2003      | Top Race                                       | Opel Vectra         |
| 2003      | Debut en Turismo Carretera                     | Chevrolet Chevy     |
| 2004      | Top Race                                       | Opel Vectra         |
| 2004      | Turismo Carretera                              | Chevrolet Chevy     |
| 2005      | Top Race V6                                    | Chevrolet Vectra II |
| 2005      | Turismo Carretera                              | Chevrolet Chevy     |
| 2006      | Top Race V6                                    | Chevrolet Vectra II |
| 2006      | Debut en TC 2000                               | Honda Civic VII     |
| 2007      | TC 2000                                        | Honda Civic VII     |
| 2008      | TC 2000                                        | Honda Civic VII     |
| 2009      | TC 2000                                        | Honda Civic VII     |
| 2010      | TC 2000                                        | Honda Civic VII     |
| 2011      | TC 2000                                        | Peugeot 307         |
| 2012      | Debut en Súper TC 2000                         | Chevrolet Cruze     |
| 2013      | Súper TC 2000                                  | Chevrolet Cruze     |
| 2014      | Súper TC 2000                                  | Chevrolet Cruze     |
| 2015      | Súper TC 2000                                  | Chevrolet Cruze     |
| 2016      | Abarth Punto Competizione. Debut y Campeonato. | Abarth Punto EVO    |

- [3]

## Palmarés
| Título     | Categoría                 | Automóvil        | Año  |
| ---------- | ------------------------- | ---------------- | ---- |
| Subcampeón | Top Race Original         | Opel Vectra      | 2002 |
| Campeón    | Abarth Punto Competizione | Abarth Punto EVO | 2016 |

## Resultados

### Turismo Competición 2000
| Año  | Equipo                   | Auto            | 1    | 2   | 3   | 4   | 5   | 6   | 7   | 8   | 9   | 10  | 11  | 12    | 13  | 14  | Res. | Puntos |
| ---- | ------------------------ | --------------- | ---- | --- | --- | --- | --- | --- | --- | --- | --- | --- | --- | ----- | --- | --- | ---- | ------ |
| 2004 |                          |                 | GR   | VIE | SJU | PAR | SL  | OBE | AG  | CON | RC  | SRA | BB  | BA    | RAF | MDP | -    | -      |
| 2004 | JM Motorsport            | Fiat Stilo      |      |     |     |     |     |     |     |     |     |     |     | 20†   |     |     | -    | -      |
| 2006 |                          |                 | BA I | OLA | CR  | VIE | SFE | SJU | SRA | RES | CUR | SMM | GR  | BA II | OBE | PAR | -    | 0      |
| 2006 | Italcred Fineschi Racing | Honda Civic VI  |      |     |     |     |     |     |     | Ret | Ret | Ret |     |       |     |     | -    | 0      |
| 2006 | Lanús Motorsport         | Honda Civic VI  |      |     |     |     |     |     |     |     |     |     |     | Ret   |     | Ret | -    | 0      |
| 2007 |                          |                 | CR   | GR  | BB  | SMM | SJU | SP  | AG  | SFE | SRA | VIE | BA  | OBE   | SL  | PDE | -    | 0      |
| 2007 | Lanús Motorsport         | Honda Civic VI  | Ret  | 16  | 19  | 25† |     |     | 18  |     | 15  |     | 14  | 14    | Ex. | 12  | -    | 0      |
| 2008 |                          |                 | PAR  | SAL | GR  | SFE | SJU | RES | AG  | BA  | OBE | TRH | VIE | SMM   | PDF | PDE | 26°  | 2      |
| 2008 | Lanús Motorsport         | Honda Civic VII | 11   | Ex. | NL  | 10  |     | 15  | 15  | Ret | 11  | Ret | Ret | Ret   | Ret | 16† | 26°  | 2      |
| 2009 |                          |                 | AG   | GR  | OBE | SMM | TRH | RES | BA  | CEN | SFE | SFE | SJU | SJU   | PDF |     | 25°  | 4      |
| 2009 | Lanús Motorsport         | Honda Civic VII | 7    | Ret | 12  | Ret | Ret | Ret | 17  | 11  | 13  | 19  | Ret | 20    | Ret |     | 25°  | 4      |
| 2010 |                          |                 | PDE  | SMM | GR  | AG  | RES | TRH | LR  | SFE | SFE | CEN | OBE | BA    | PDF |     | -    | 0      |
| 2010 | Lanús Motorsport         | Honda Civic VII | Ret  | 18  | Ret | Ret | 21  | Ret |     | 14  | Ret | 21  | 17  | Ret   | Ret |     | -    | 0      |
| 2011 |                          |                 | GR   | SFE | SFE | SMM | SJU | RES | AG  | TRH | LPL | TRE | JUN | PDF   | PAR |     | 25°  | 4      |
| 2011 | Lanús Motorsport         | Peugeot 307     | 16   | Ret | 11  | Ret | Ret | 23  | Ret | 25  | 18  | Ret | Ret | 25    | 18  |     | 25°  | 4      |

#### Copa de Pilotos Privados
| Año  | Equipo           | Auto            | 1   | 2   | 3   | 4   | 5   | 6   | 7   | 8   | 9   | 10  | 11  | 12  | 13  | Res. | Puntos |
| ---- | ---------------- | --------------- | --- | --- | --- | --- | --- | --- | --- | --- | --- | --- | --- | --- | --- | ---- | ------ |
| 2009 |                  |                 | AG  | GR  | OBE | SMM | TRH | RES | BA  | CEN | SFE | SFE | SJU | SJU | PDF | 11°  | 12     |
| 2009 | Lanús Motorsport | Honda Civic VII | 2   | Ret | 6   | Ret | Ret | Ret | 8   | 4   | 5   | 8   | Ret | 6   | Ret | 11°  | 12     |
| 2010 |                  |                 | PDE | SMM | GR  | AG  | RES | TRH | LR  | SFE | SFE | CEN | OBE | BA  | PDF | 6°   | 17     |
| 2010 | Lanús Motorsport | Honda Civic VII | Ret | 1   | Ret | Ret | 4   | Ret |     | 3   | Ret | 3   | 5   | Ret | Ret | 6°   | 17     |
| 2011 |                  |                 | GR  | SFE | SFE | SMM | SJU | RES | AG  | TRH | LPL | TRE | JUN | PDF | PAR | 3°   | 24,5   |
| 2011 | Lanús Motorsport | Peugeot 307     | 2   | Ret | 2   | Ret | Ret | 6   | Ret | 3   | 2   | Ret | Ret | 5   | 2   | 3°   | 24,5   |

#### Copa Endurance Series
| Año  | Equipo           | Auto            | 1   | 2   | 3   | Res. | Puntos |
| ---- | ---------------- | --------------- | --- | --- | --- | ---- | ------ |
| 2009 |                  |                 | TRH | BA  | PDF | -    | 0      |
| 2009 | Lanús Motorsport | Honda Civic VII | Ret | 17  | Ret | -    | 0      |
| 2010 |                  |                 | TRH | CEN | BA  | -    | 0      |
| 2010 | Lanús Motorsport | Honda Civic VII | Ret | 21  | Ret | -    | 0      |

### Súper TC 2000
| Año  | Equipo           | Auto              | 1   | 2   | 3   | 4   | 5   | 6    | 7   | 8   | 9   | 10  | 11  | 12  | 13    | Res. | Puntos |
| ---- | ---------------- | ----------------- | --- | --- | --- | --- | --- | ---- | --- | --- | --- | --- | --- | --- | ----- | ---- | ------ |
| 2012 |                  |                   | AG  | BA  | ROS | SJU | GR  | OBE  | RAF | SMM | RC  | SFE | SFE | SAL | PDF   | 19°  | 45,5   |
| 2012 | Lanús Motorsport | Chevrolet Cruze I | Ret | 7   | Ret | 15  | 11  | 13   | 11  | 18  | 13  | 15  | 9   | 19  | 13    | 19°  | 45,5   |
| 2013 |                  |                   | BA  | ROS | SJU | TOA | AG  | TRH  | JUN | SFE | GR  | LP  | SMM | PDF |       | 20°  | 13     |
| 2013 | Lanús Motorsport | Chevrolet Cruze I | Ret | Ret | Ret | Ret | 14  | Ret  | 9   | 12  | 17  | 1R  | 16  | Ret |       | 20°  | 13     |
| 2014 |                  |                   | RAF | VIE | AG  | ROS | TOA | BA   | RES | SFE | SFE | SJU | TRH | COD | PDF   | 22°  | 20     |
| 2014 | Lanús Motorsport | Chevrolet Cruze I | 14  | 14  | 13  | 13  | 19† | 20   | Ret | Ret | 10  | 15† | 8   | Ret | Ret   | 22°  | 20     |
| 2015 |                  |                   | JUN | ROS | OBE | TRH | RAF | SL I | SFE | SFE | TOA | GR  | SMM | AG  | SL II | -    | 0      |
| 2015 | Lanús Motorsport | Chevrolet Cruze I | 20  | Ex. | 16  | 18  |     |      |     |     | Ret |     |     |     |       | -    | 0      |